# Universal Studios Singapore
O Universal Studios Singapore (chinês tradicional: 新加坡環球影城, chinês simplificado: 新加坡环球影城, pinyin: Xīnjiāpō Huánqíu Yǐngchéng; em tâmil:  யுனிவர்சல் ஸ்டுடியோஸ், சிங்கப்பூர்) é um parque temático localizado no Resorts World Sentosa na Ilha Sentosa, Singapura. Ele foi um componente chave na proposta da Genting pelo direito de construir o segundo resort integrado de Cingapura. Em 8 de dezembro de 2006, o governo de Singapura anunciou que o consórcio ganhou a licitação. A construção do parque temático e do resto do resort iniciou-se em 19 de abril de 2007. Ele é o segundo parque temático Universal Studios a abrir na Ásia (o Japão sendo o primeiro) e o primeiro no sudeste asiático. Os planos oficiais para o parque foram revelados ao público quando o Universal Studios Singapore divulgou um mapa do parque ao público em 20 de outubro de 2009. O Universal Studios Singapore atraiu mais de 2 milhões de visitantes nos 9 primeiros meses desde sua abertura.
O Universal Parks & Resorts vende o parque como "único parque temático do tipo na Ásia" e promete que o parque será o único do tipo no sudeste asiático nos próximos 30 anos.

## História

### História do parque
A construção do Resorts World Sentosa e do Universal Studios Singapore começou em 19 de abril de 2008. Após quase dois anos de construção, o parque abriu em 18 de março de 2010.
O Universal Studios Singapore foi aberto para uma semana de teste em vista das comemoração do Ano Novo Chinês, das 5 horas às 9 horas da noite entre 14 e 21 de fevereiro de 2010. Embora os visitantes tivessem de pagar SGD$10 para entrar no parque com as atrações não funcionando, os ingressos se esgotaram em 2 dias. Em 5 de março de 2010, foi anunciando que o parque abriria suas portas às 8:28 da manhã do dia 18 de março de 2010 para uma fase de abertura parcial. A partir de 13 de março de 2010, a equipe dos Resorts World Sentosa e suas famílias tiveram a chance de visitar o parque antes do público. O parque teve sua fase prévia de 18 de março a 26 de outubro de 2010.
A grande abertura oficial do parque aconteceu em 28 de maio de 2011, junto com a grande cerimônia de abertura que aconteceu na noite do dia 27 de maio de 2011. Foi um evento com celebridades asiáticas como Jet Li, Maggie Cheung, Vicki Zhao, e a ex-jurada do "American Idol" Paula Abdul, juntos com cerca de 1 600 visitantes.
Em outubro de 2011, o Universal Studios Singapore começou seus eventos de Halloween Horror Nights.

### Linha do tempo
| Data                    | Eventos |
| ----------------------- | --- |
| 21 de outubro de 2008   | Transformers: The Ride foi anunciado como parte das atrações programadas no Universal Studios Singapore e abriria em 2011. |
| 24 de setembro de 2009  | O Universal Studios Singapore revelou seus planos para as áreas temáticas Shrek's Far Far Away e Madagascar. |
| 20 de outubro de 2009   | O Resorts World at Sentosa revelou as atrações, opções de alimentação e lojas do Universal Studios Singapore. |
| 14 de fevereiro de 2010 | O início do período de abertura para testes do Universal Studios Singapore. |
| 18 de março de 2010     | A abertura para testes do Universal Studios Singapore, com 16 de suas 24 atrações abertas e funcionando. |
| 25 de março de 2010     | A Battlestar Galactica dueling coasters foi fechada devido a uma falha técnica na atração. Ambas as atrações permaneceram fechadas por muitas semanas. |
| 2 de julho de 2010      | A estreia do show Lake Hollywood Spectacular, que é apresentado aos visitantes do parque todas as noites de sexta e sábado. |
| 20 de agosto de 2010    | X-ray findings reveal cracks in the welded joint of the seat-post supports within the Human roller coaster car, which caused the grounding of both roller coaster rides. |
| 21 de dezembro de 2010  | A montanha-russa Battlestar Galactica dueling coasters entrou em sua fase final de testes com novos carros reforçados tanto na Human quanto na Cylon. Ambas as montanhas-russas seriam reabertas na primeira metade 2011. |
| 21 de fevereiro de 2011 | A reabertura oficial antecipada da Battlestar Galactica dueling coasters. |
| 16 de maio de 2011      | A abertura programada de Madagascar: A Crate Adventure. |
| 28 de maio de 2011      | A grande abertura do Universal Studios Singapore. |
| 21 de outubro de 2011   | Halloween Horror Nights fez sua estreia no Universal Studios Singapore. |
| 3 de dezembro de 2011   | A abertura programada de Transformers: The Ride no Universal Studios Singapore. A atração teve sua estreia mundial em um evento noturno exclusivo em 2 de dezembro de 2011 com o diretor Michael Bay participando do evento. |
| 31 de dezembro de 2011  | O lançamento da sua primeira parada, a Hollywood Dreams. |
| 29 de maio de 2012      | Sesame Street Spaghetti Space Chase foi anunciado como a mais nova atração do parque, programada para ser inaugurada no final do ano. O parque desde então introduziu um show de palco, dois shows de rua bem como sessões de encontro com personagens da Vila Sésamo. A atração substituiria a atração Stage 28, que foi cancelada.                                |
| 29 de julho de 2014     | Puss In Boots' Giant Journey foi anunciado como a mais nova atração do parque. O parque também introduziu um novo show de palco em Far Far Away The Dance For The Magic Beans contando com Puss In Boots and Kitty Soft Paws, bem como uma sessão de encontro com personagens após o show. A nova atração está programada para abrir no primeiro trimestre de 2015. |

## Layout do parque

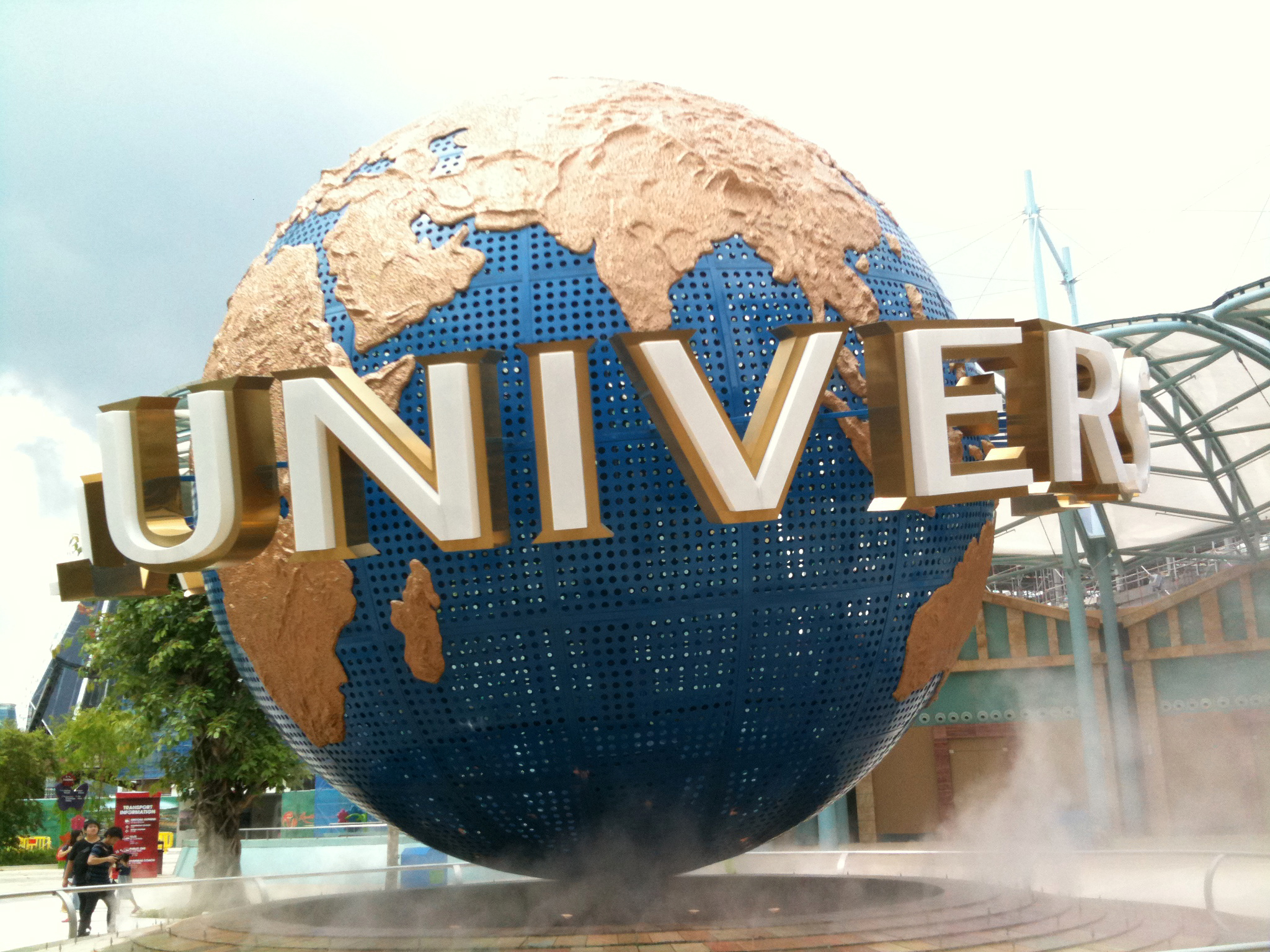
O Globo da Universal

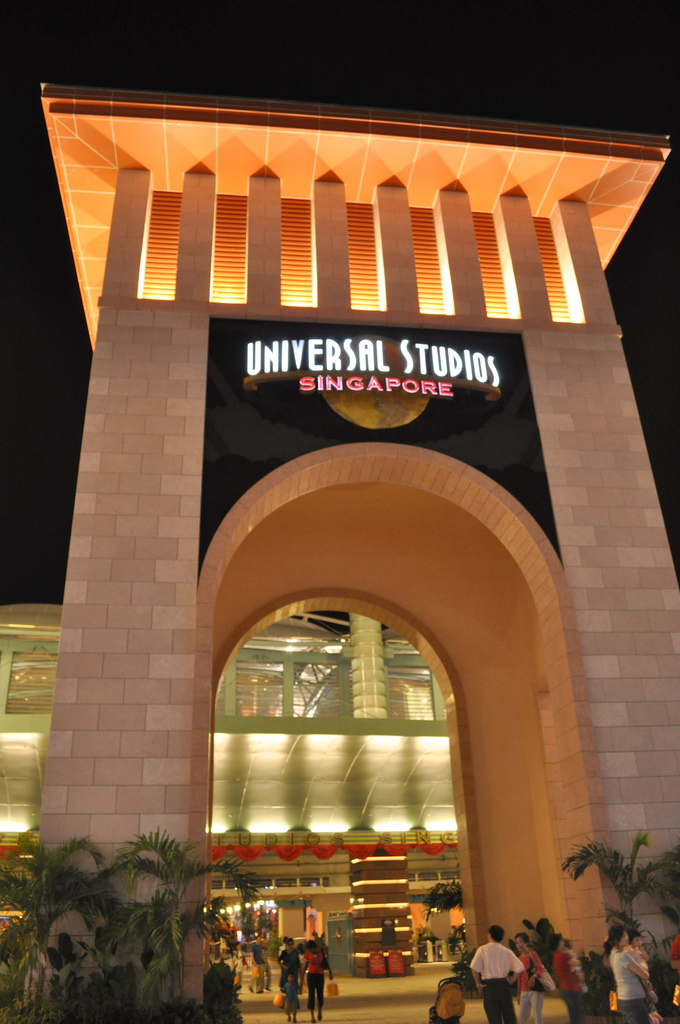
Arco de entrada do USS

O Universal Studios Singapore tem uma área de 20 hectares, ocupando a parte mais ao leste dos Resorts World Sentosa. Há um total de 24 atrações, das quais 18 são originais ou especialmente adaptadas para o parque. O parque consiste de sete zonas temáticas que rodeiam uma lagoa. Cada zona é baseada em um filme ou programa de televisão de sucesso, contando com suas atrações exclusivas, aparições de personagens e áreas de alimentação e compras. O parque conta com o maior par de dueling roller coasters do mundo, que são baseadas na série de televisão  Battlestar Galactica; um castelo do mundo de Shrek e Monster Rock, um show musical ao vivo que apresenta os Universal Monsters. O Universal Studios Singapore possui mais de 30 restaurantes e carros de comida, juntamente com 20 lojas localizados ao redor do parque.
| Zona temática  | Notas |
| -------------- | --- |
| Hollywood      | Tem como tema a Hollywood Boulevard da década de 1970, a zona Hollywood é marcada pela arquitetura dinâmica, palmeiras e a famosa Calçada da Fama.                                                  |
| New York       | Tem como tema a Nova Iorque pós-moderna, contando com calçadas e marcos clássicos que imitam sua paisagem. A área é enfeitada por luzes de neon e cercada por fachadas de ruas que imitam a cidade. |
| Sci-Fi City    | Sci-Fi City tem como tema a aparência que as cidades e metrópoles podem ter no futuro, equipada com tecnologias espaciais e utilidades modernas.                                                    |
| Ancient Egypt  | Como o nome sugere, a zona Ancient Egypt tem como tema a rica arquitetura egípcia e seus artefatos encontrados durante a Idade Dourada da Exploração Egípcia na década de 1930.                     |
| The Lost World | A zona The Lost World conta com duas regiões temáticas: Jurassic Park e Waterworld. |
| Far Far Away   | Far Far Away é baseado no reino de mesmo nome apresentado no filme Shrek da DreamWorks Animations.                                                                                                  |
| Madagascar     | A zona Madagascar apresenta um navio de cara que abriga a atração Madagascar: A Crate Adventure. Ela também conta com todos os personagens do filme Madagascar da DreamWorks Animation              |

### Hollywood

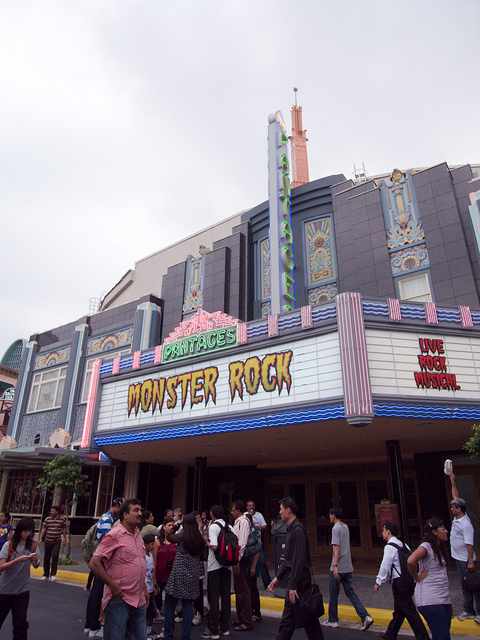
Pantages Hollywood Theatre

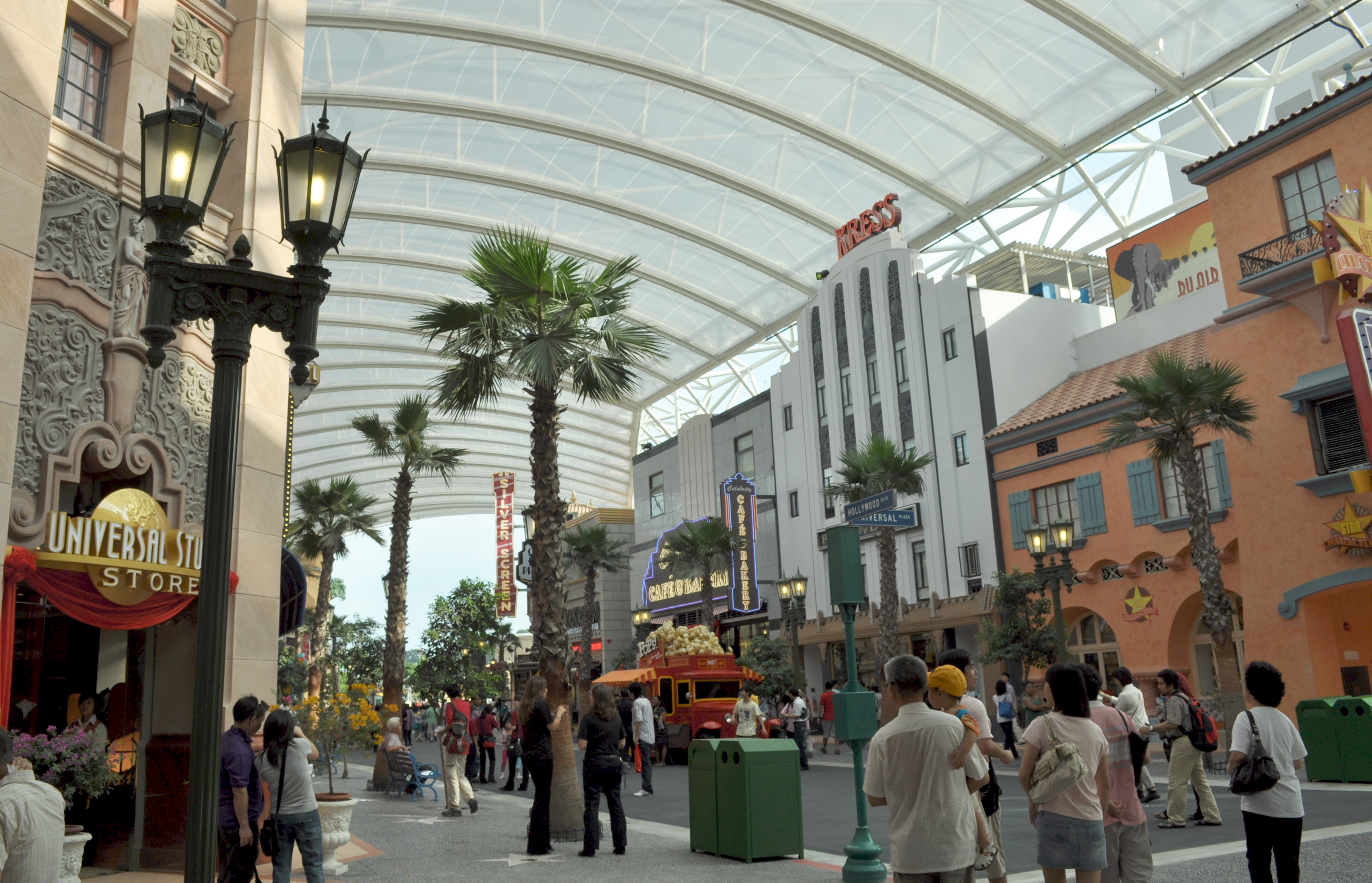
Hollywood Boulevard

Hollywood é a área da entrada principal do parque. Sua única atração, um teatro em estilo de Broadway, é acompanhado por alguns restaurantes e uma variedade de lojas de marcas conhecidas. Sendo uma réplica da Hollywood Boulevard, esta zona é cerca por arquitetura dinâmica e palmeiras. Ela apresenta uma réplica da famosa Calçada da Fama. Há aparições de personagens especiais como Po de Kung Fu Panda, Frankenstein, Woody Woodpecker, Marilyn Monroe, Charlie Chaplin, Beetlejuice, Betty Boop e os Minions.
| Nome                       | Tipo                 | Notas | Status                      |
| -------------------------- | -------------------- | --- | --------------------------- |
| Pantages Hollywood Theater | Apresentação ao vivo | Um teatro ao estilo de Broadway fechado com 1 500 assentos que é completamente equipado para abrigar peças, musicais e apresentações, é lar do musical de rock intitulado "Monster Rock!", que conta com os Universal Monsters. A apresentação MOnster Rock foi fechada oficialmente em 31 de agosto de 2014 e a partir de 20 de setembro foi substituído pelo show Sesame Street: When I Grow Up on 20 September 2014. | Funcionando                 |
| Lake Hollywood Spectacular | Show                 | Um show ao vivo de pirotecnia com um fundo musical sobre o Lago Hollywood no parque. O show acontece somente nas noites de sábado às 8 horas da noite e em feriados específicos. | Funcionando (Apenas sábado) |
| Universal Studios Store    | Loja                 | Esta é a loja do Universal Studios Singapore que oferece uma grande variedade de itens colecionáveis, brinquedos e roupas de todas as sete zonas temáticas do parque. | Aberto                      |
| The Dark Room              | Loja                 | Uma loja que vende uma grande variedade de acessórios para câmeras. | Aberto                      |
| Superstar Candies          | Loja                 | Uma loja de doces que vende doces como algodão-doce e fudge caseiro. | Aberto                      |
| Silver Screen Collectibles | Loja                 | Uma loja que oferece fotos e pôsters de celebridades, colecionáveis, livros bem como lembranças e roupas da Betty Boop | Aberto                      |
| Star Characters            | Loja                 | Uma loja que vende itens exclusivos da DreamWorks Animation. | Aberto                      |
| The Brown Derby            | Loja                 | Uma loja na qual os visitnates podem comprar lembranças e roupas da Vila Sésamo. | Aberto                      |
| Mel's Drive-In             | F&B Restaurante      | Um restaurante baseado no filme de 1973 American Graffiti, que serve aperitivos e bebidas da forma dos anos 1950. (Halal) | Aberto                      |
| Hollywood China Bistro     | F&B Restaurante      | Um restaurante que serve a tradicional culinária cantonesa com um ar moderno em um prédio chinês art deco. | Aberto                      |
| Celebrity Café and Bakery  | F&B Restaurante      | Starbucks. | Aberto                      |

### New York

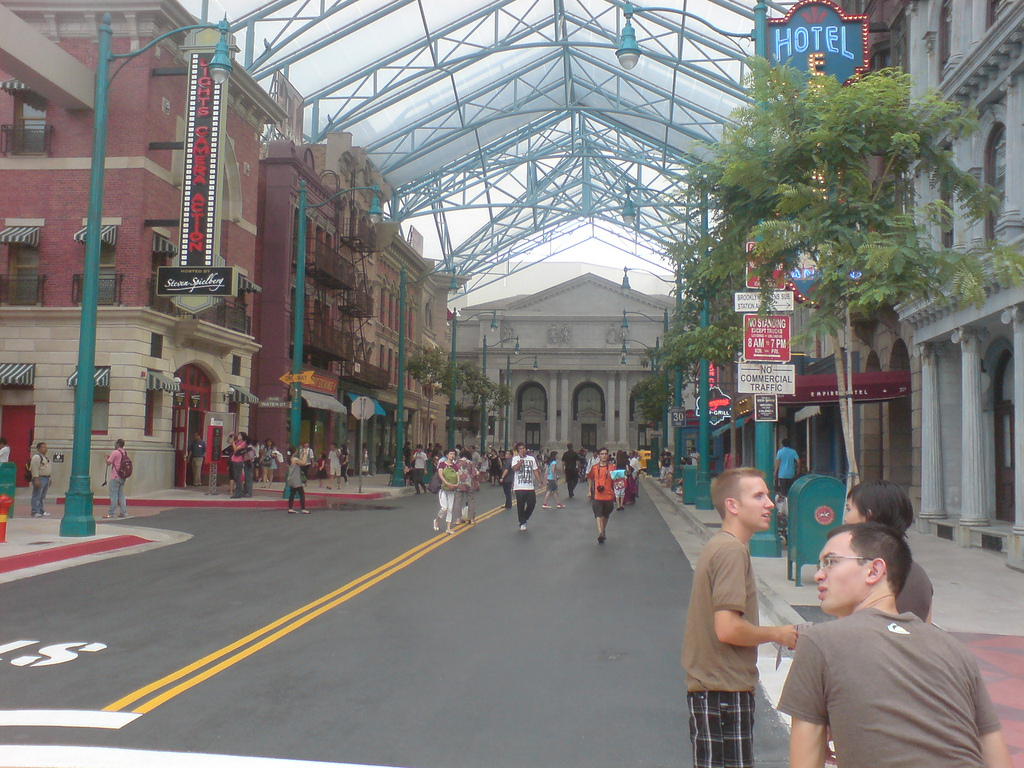
New York

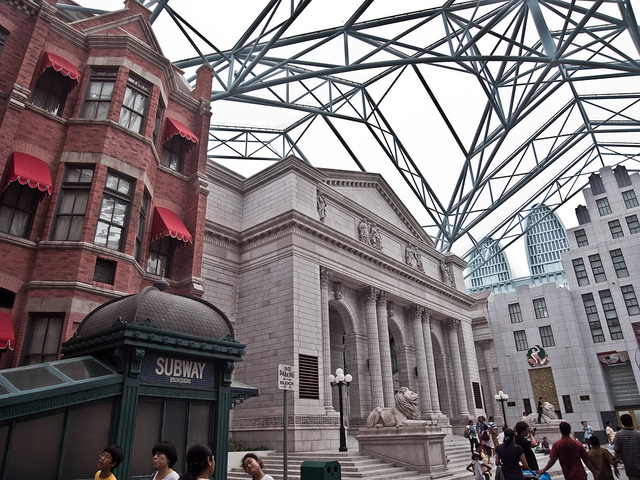
Biblioteca Pública de Nova Iorque

New York é baseada na cidade original de Nova Iorque, durante a era da pós-modernização. Esta zona conta com vários ícones geralmente retratados em filmes, incluindo a paisagem da cidade, luzes de neon, fachadas e calçadas. Esta zona também possui uma réplica da famosa Biblioteca Pública de Nova Iorque, com duas estátuas de leão em sua entrada. Há aparições especiais de personagens da Vila Sésamo, como Elmo, Big Bird, Abby Cadabby, Bert, Ernie, Grover, Cookie Monster e Oscar the Grouch.
| Nome                                               | Tipo                                     | Notas | Status |
| -------------------------------------------------- | ---------------------------------------- | --- | ------ |
| Lights! Camera! Action! Hosted by Steven Spielberg | Show                                     | Um estúdio com efeitos especiais para imitar um grande furacão que está para atingir a cidade de Nova Iorque.                       | Aberto |
| Loui's NY Pizza Parlor                             | F&B Restaurante                          | Uma pizzaria que vende pizzas italianas tradicionais e modernas bem como outras especialidades locais.                              | Aberto |
| KT's Grill                                         | F&B Restaurante                          | Um restaurante de mesa que serve a autêntica culinária novaiorquina e alguns pratos que combinam a comida ocidental com a oriental. | Aberto |
| Sesame Street Spaghetti Space Chase                | Montanha-russa de aço suspensa no escuro | Uma aventura projetada para a família inteira em uma missão espacial para encontrar personagens da Vila Sésamo.                     | Aberto |

### Sci-Fi City

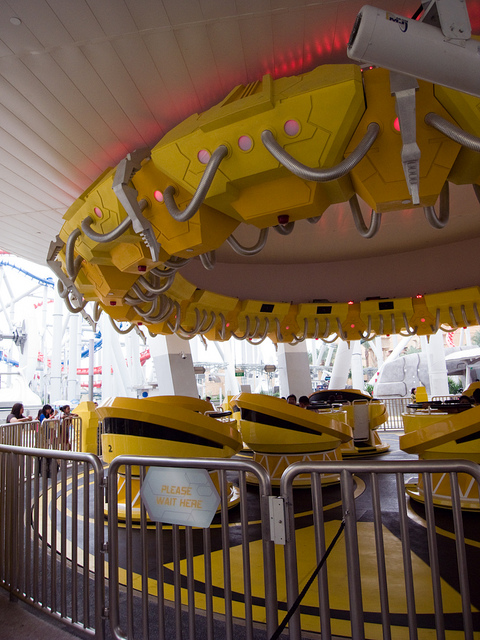
Accelerator teacups

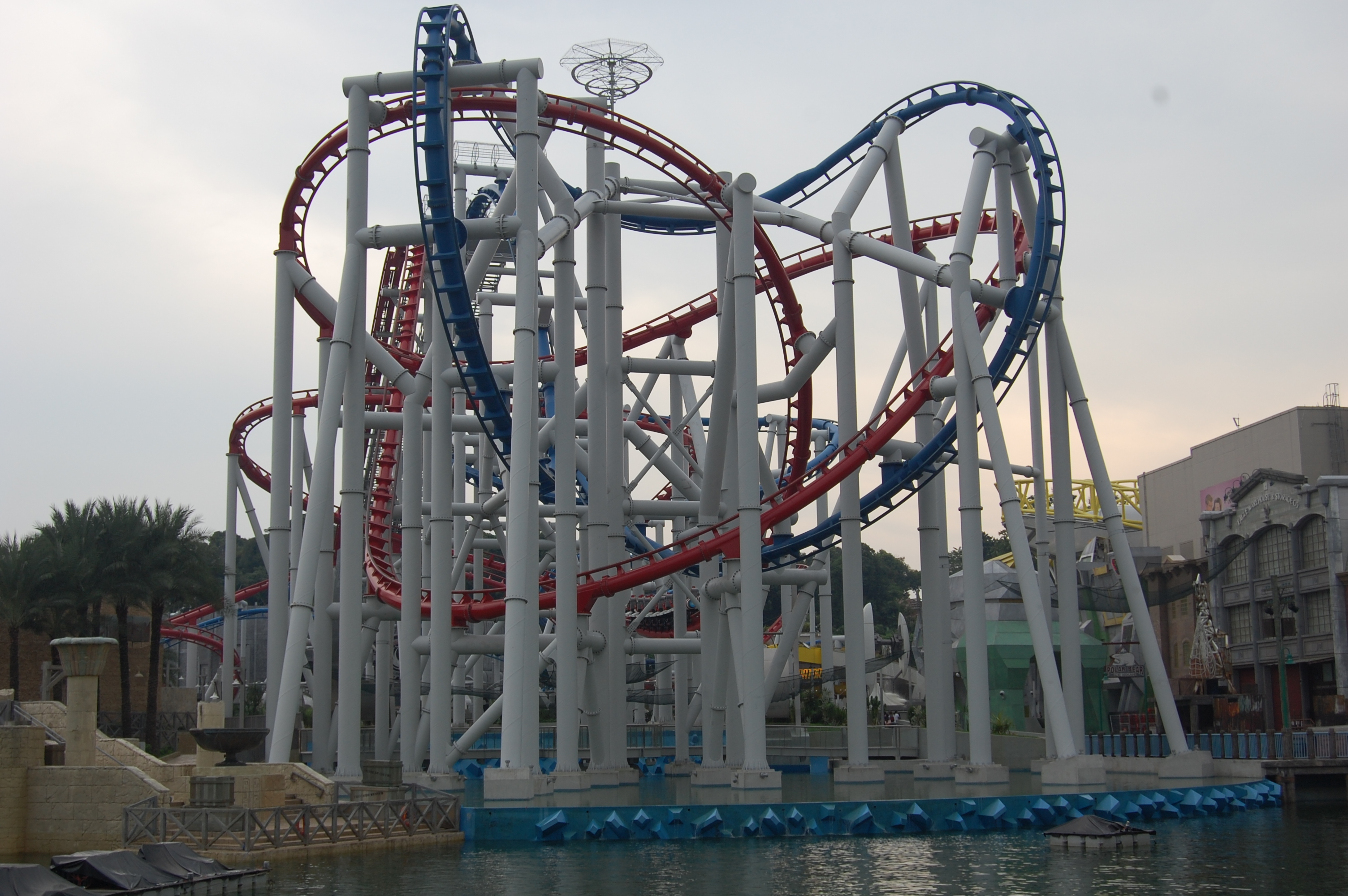
Battlestar Galactica dueling roller coasters

Sci-Fi City é uma metrópole imaginada do futuro que contém muitas comodidades da vida moderna, mas com pouco ou nenhum resquício dos habitantes e culturas que sobreviveram à passagem do tempo. Ela abriga o par mais alto do mundo de dueling roller coasters, com uma altura de 42,7 metros. O par de dueling roller coasters, Battlestar Galactica: Human vs. Cylon, é baseado na série de televisão Battlestar Galactica.
| Nome                                 | Tipo                                    | Notas | Status      |
| ------------------------------------ | --------------------------------------- | --- | ----------- |
| Accelerator                          | Teacups                                 | Uma atração que gira os visitantes. Uma atração semelhante, Storm Force Accelatron, pode ser encontrada no Universal's Islands of Adventure em Universal Orlando Resort. | Funcionando |
| Battlestar Galactica: HUMAN          | Montanha-russa de aço Dueling           | Uma montanha-russa que foi projetada para altas velocidades sem inversões. Os carros foram inspirados na Colonial Mark II Viper usada pela facção humana no seriado Battlestar Galactica | Fechado     |
| Battlestar Galactica: CYLON          | Montanha-russa de aço Dueling invertida | Uma montanha-russa suspensa que foi projetada para ter curvas fechadas e cinco inversões: Cobra roll, corkscrews, looping vertical e um zero-g roll. Os carros foram inspirados no Cylon Heavy Raider usado pela facção Cylon do seriado Battlestar Galactica. | Fechada     |
| Transformers: The Ride               | Simulador 4D                            | Uma atração no escuro que usa a mesma tecnologia de The Amazing Adventures of Spider-Man, mas com um trajeto completamente diferente que se espalhar por dois andares. Ele dá uma grande volta por telas com vídeos realistas em 3D-HD em vários pontos da atração, possuindo efeitos 4D (spray de água, ventos, ar quente, fumaça etc) que desenvolvem ainda mais a experiência. Este atração estreou em Singapura em dezembro de 2011 e mais tarde no Universal Studios Hollywood. | Funcionando |
| Galactica PX                         | Loja                                    | Uma loja que vende itens colecionáveis de ficção cientifíca. | Fechado     |
| Transformers Supply Vault            | Loja                                    | Uma loja que vende uma variedade de produtos de Transformers e Transformers: The Ride. | Aberto      |
| Starbot Cafe: Human Refueling Center | Restaurante                             | Um restaurante que vende vários itens incluindo sorvete.(Halal) | Aberto      |

### Ancient Egypt

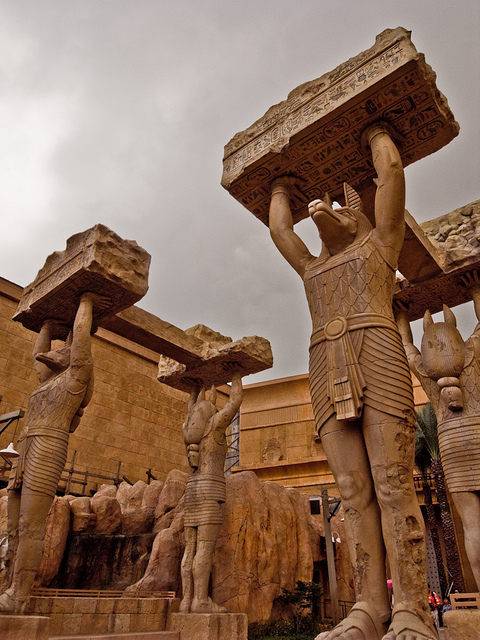
Estátuas da Ancient Egypt

A Ancient Egypt é baseada na adaptação histórica do Egito antigo durante a era de ouro da década de 1930 da exploração egípcia. Ela conta com obeliscos e pirâmides que são típicas do Egito antigo. Ela também conta túmulos de faraós que foram descobertos durante esta era. Esta zona se baseia nas cenas do filme The Mummy, estrelando Brendan Fraser.
| Nome                           | Tipo                                    | Notas | Status      |
| ------------------------------ | --------------------------------------- | --- | ----------- |
| Revenge of the Mummy: The Ride | Montanha-russa de aço fechada no escuro | Uma atração de alta velocidade no escuro com curvas fechadas e reversões rápidas, construída em um complexo que é parcialmente iluminado. Esta atração foi inspirada e desenvolvida a partir da série de filmes A Múmia. | Funcionando |
| Treasure Hunters               | Atração de mini-carros                  | Uma atração de carros de lazer que leva os visitantes em um local de escavação egípcio abandonado. Os veículos parecem ser jipes antigos.                                                                                | Funcionando |
| Carter’s Curiosities           | Loja                                    | Uma loja que vende lembranças e réplicas de tesouros egípcios, artefatos históricos e fósseis descobertos nas ruínas antigas egípcias.                                                                                   | Aberto      |
| Oasis Spice Café               | Restaurante                             | Um Buffet com tema egípcio que serve especialidades do Mediterrâneo, Turquia, Líbano e Índia. | Aberto      |

### The Lost World

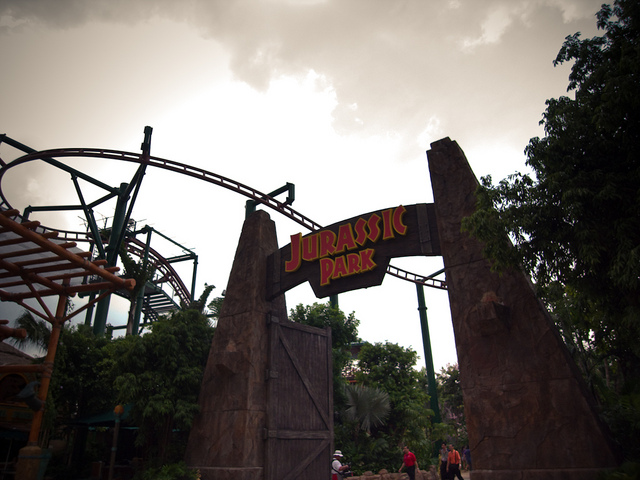
A entrada do Jurassic Park com o Canopy Flyer ao fundo.

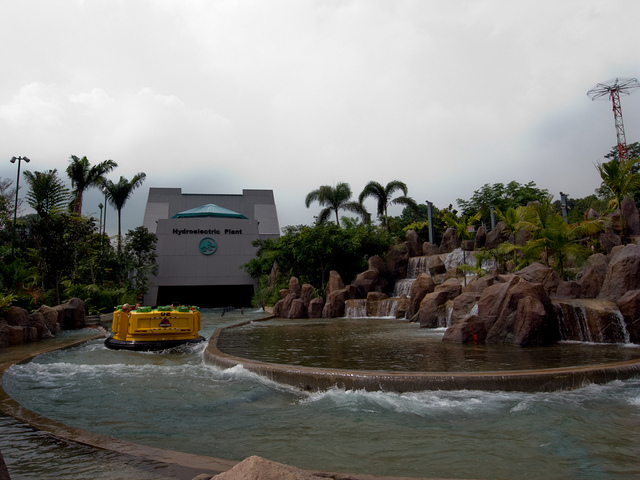
Final da atração Jurassic Park Rapids Adventure.

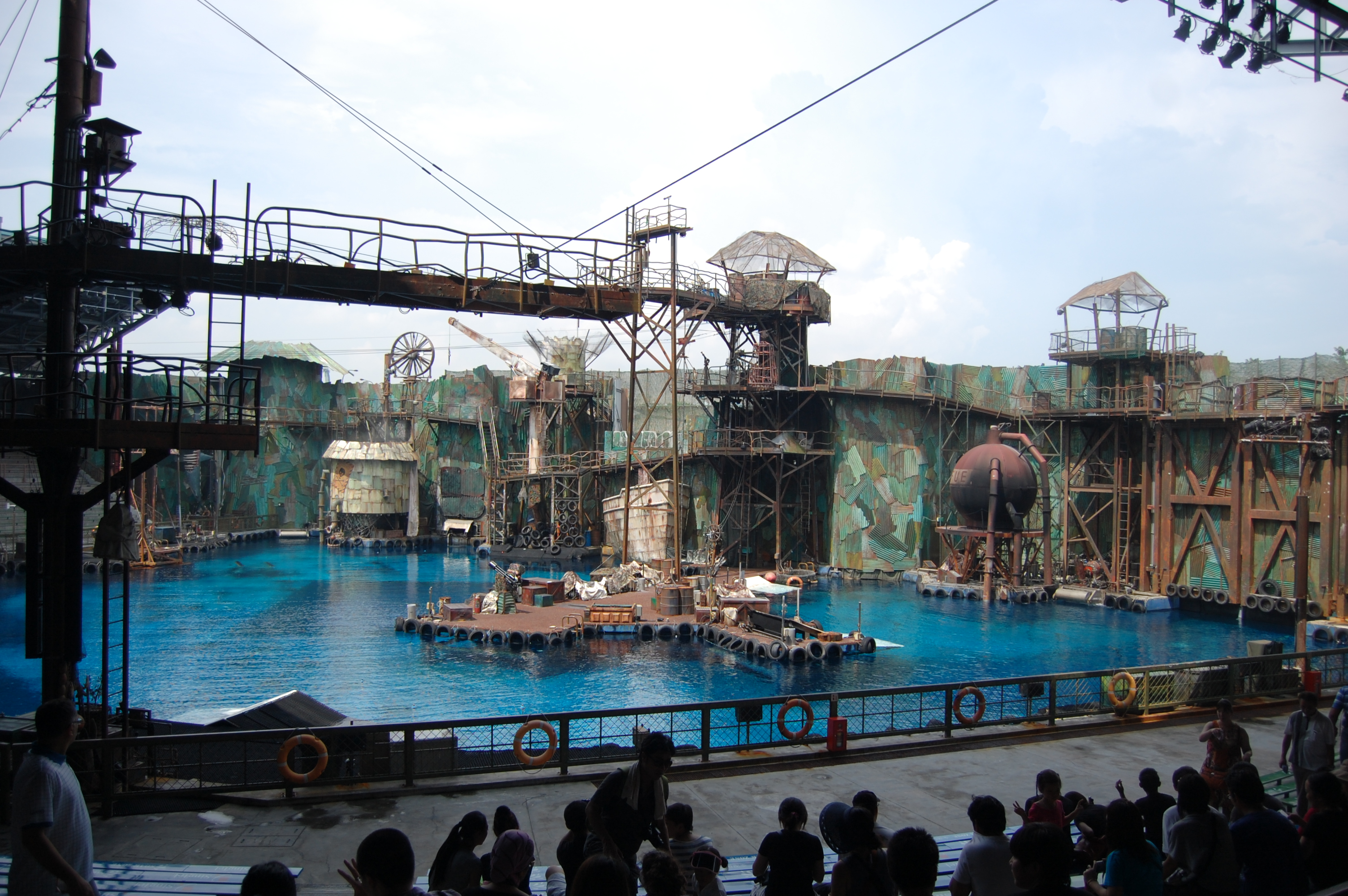
The Waterworld arena

A The Lost World contém muitas atrações tradicionais presentes na maioria dos parques Universal Studios ao redor do mundo é dividido em duas sub-áreas: Jurassic Park e Waterworld. O Jurassic Park, baseado na franquia de filmes de Steven Spielberg e livros de Michael Crichton, apresenta a recém-reprojetada atração Jurassic Park Rapids Adventure, que é baseada nas atrações de outros parques Universal Studios. Waterworld, baseado no filme Waterworld, estrelando Kevin Costner, é um estádio que conta com uma apresentação ao vivo.
| Nome                           | Tipo                                     | Notas | Status      |
| ------------------------------ | ---------------------------------------- | --- | ----------- |
| Canopy Flyer                   | Mini-montanha-russa de aço suspensa      | Uma montanha-russa suspensa que circula suavemente acima das árvores de Jurassic Park. | Funcionando |
| Jurassic Park Rapids Adventure | River rapids ride                        | Uma corredeira rápida que conta um sistema onde os visitantes em rafts circulares são jogados ao longo de um trajeto de água com alguns dinossauros animatrônicos, terminando com os visitantes sendo jogados do gerador hidroelétrico. | Funcionando |
| Waterworld                     | Show ao vivo                             | Um show ao vivo que envolve dublês e pirotécnica em um palco com uma grande piscina. | Funcionando |
| Amber Rock Climb               | Desafio de parede de escalada/habilidade | Uma atração de escalada que é feita para parecer com um sítio arqueológico com dinossauros. | Funcionando |
| Dino-Soarin'                   | Carrossel aéreo                          | Uma atração infantil que gira suavemente, com os visitantes sendo capazes de controlar a altura vertical de seus carrinhos durante o passeio. Os carros foram projetados para parecer pterodactyls.                                     | Funcionando |
| Jurassic Outfitters            | Loja                                     | Uma loja que vende roupas, chapéus e toalhas oficiais de Jurassic Park. | Aberto      |
| The Dino-Store                 | Loja                                     | Uma loja que vende lembranças oficiais de Jurassic Park e outros produtos relacionados a dinossauros. | Aberto      |
| Fossil Fuels                   | Restaurante                              | Uma barraca de comida que vende aperitivos e bebidas. | Aberto      |
| Discovery Food Court           | Restaurante                              | Um restaurante tematizado de acordo com o prédio Discovery Center que é apresentado no filme original de Jurassic Park, servindo pratos locais.                                                                                         | Aberto      |

### Far Far Away

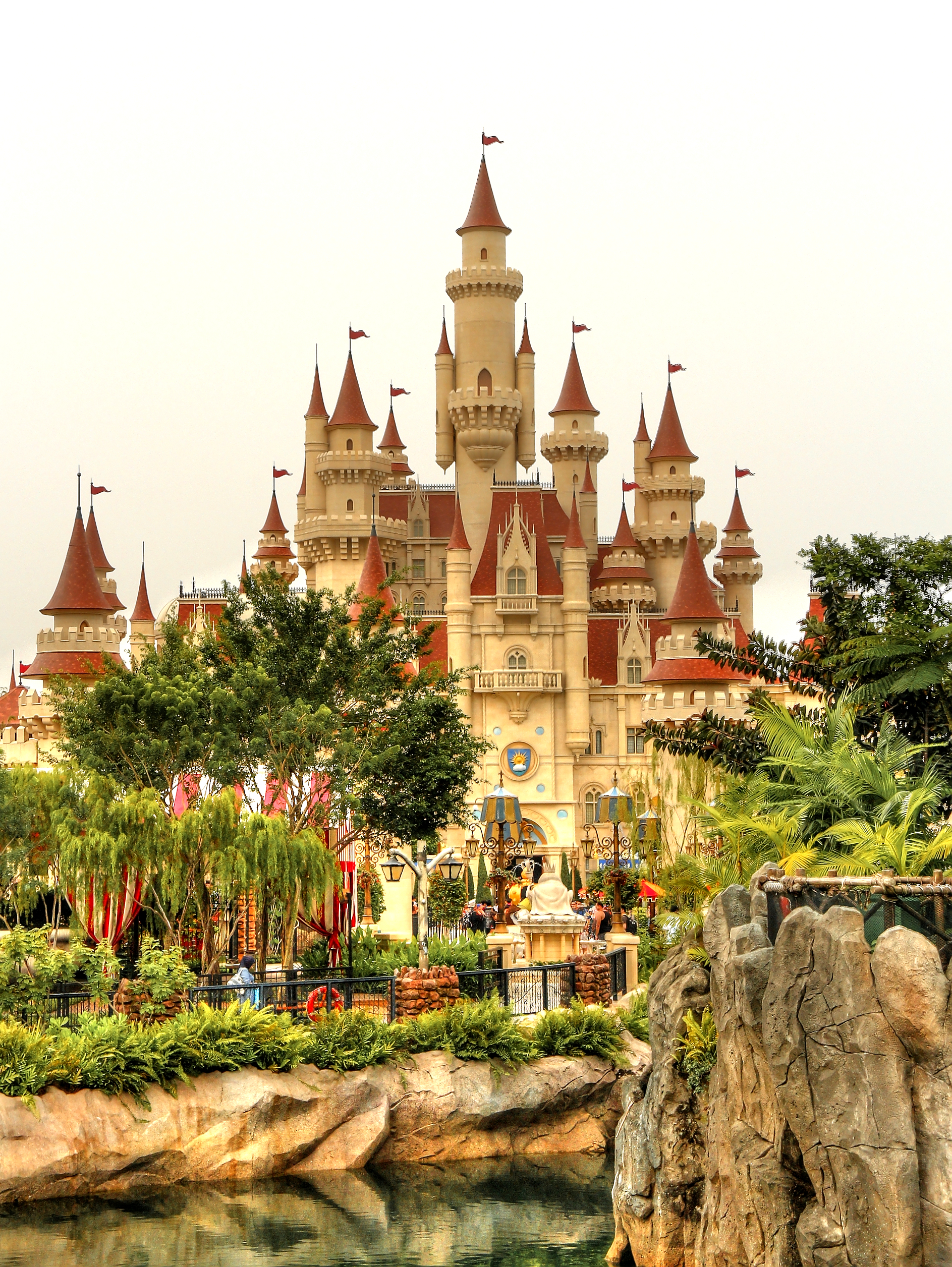
Castelo de Far Far Away

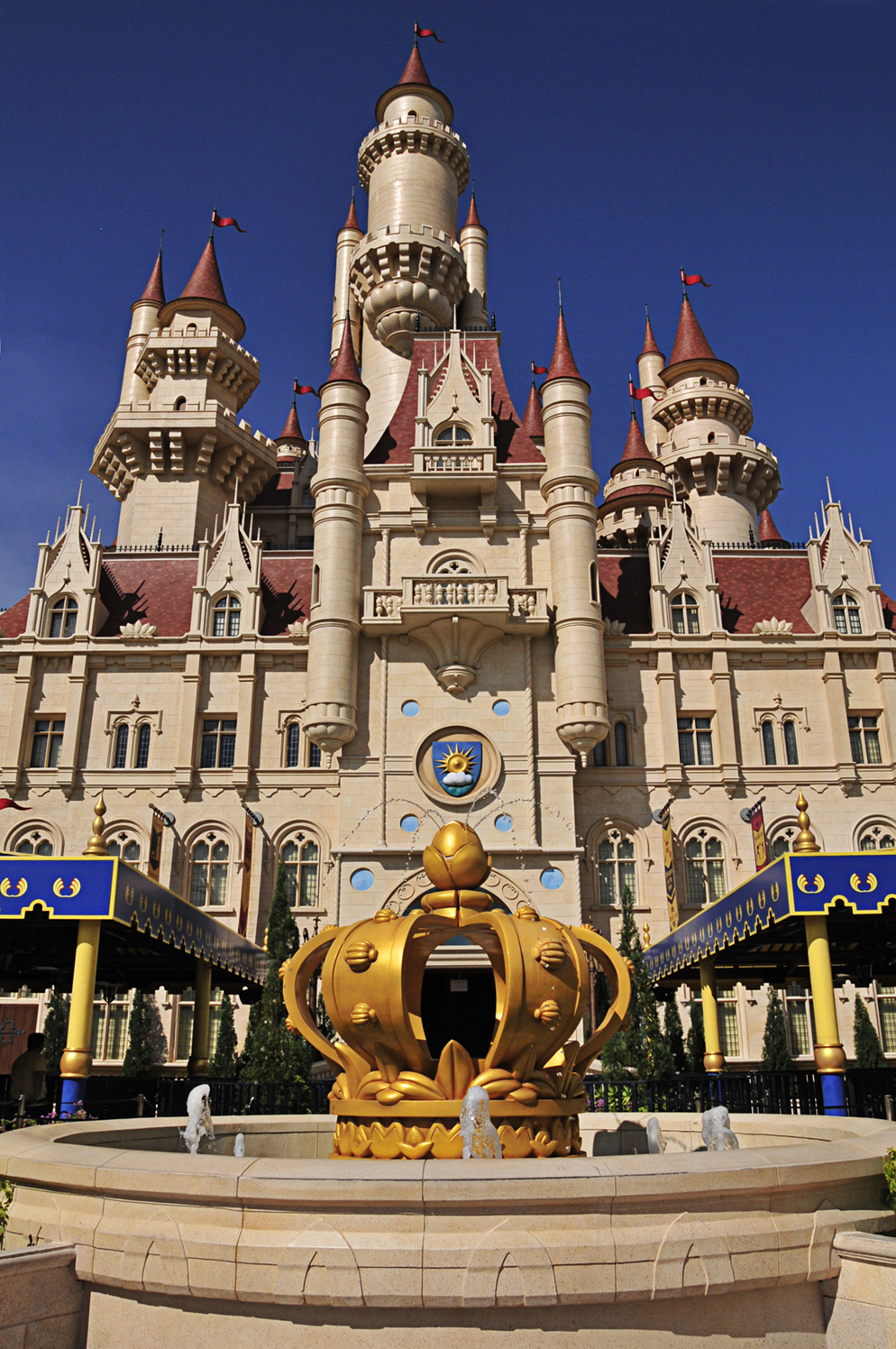
Far Far Away Castle

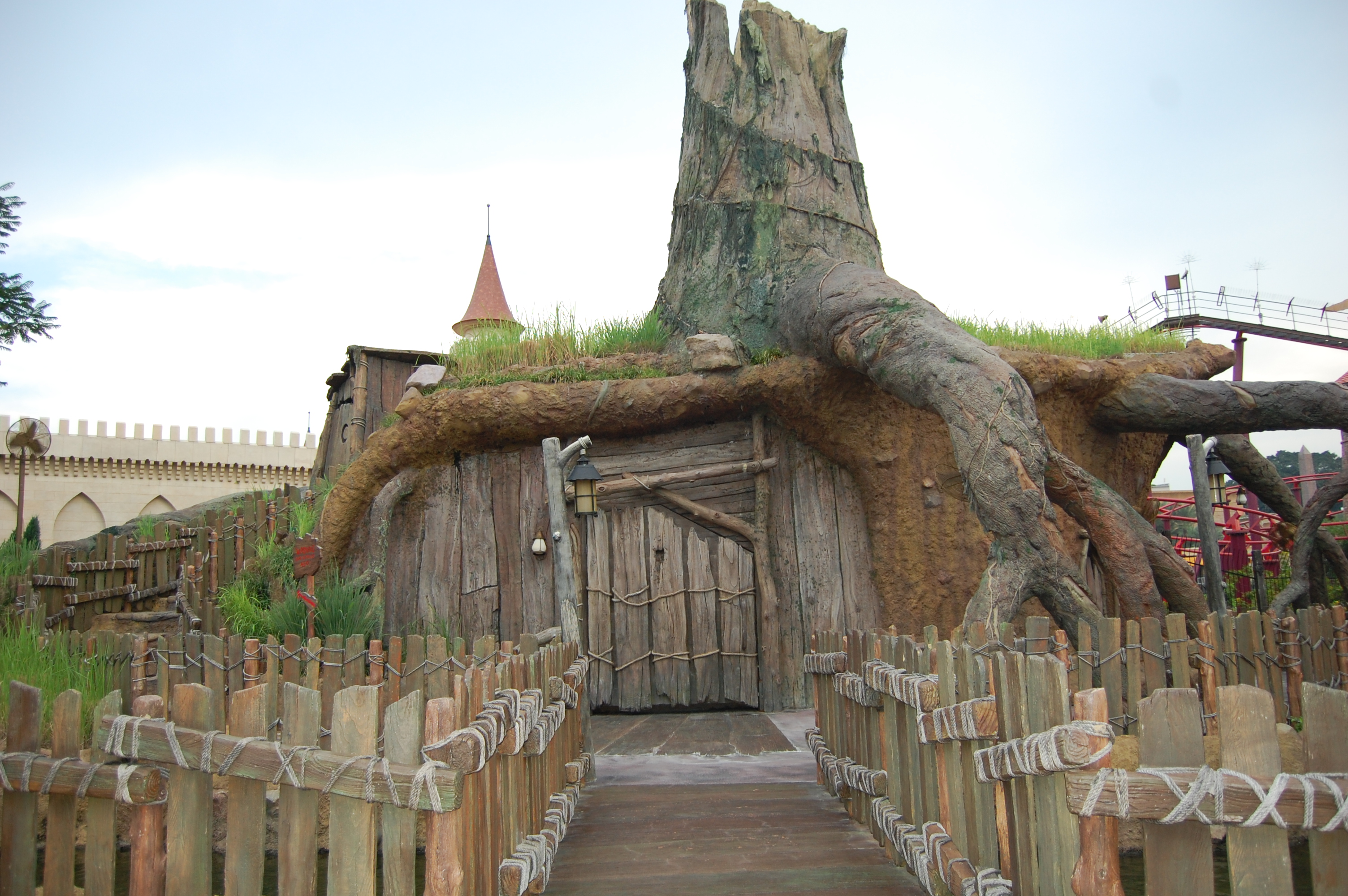
Shrek's Swamp

Far Far Away é inspirado nos filmes do Shrek da DreamWorks Animation, que mostra como os personagens dos contos de fadas vivem seu cotidiano. A zona consiste de muitos locais reconhecíveis da série de filmes, sendo que o maior destaque da zona é o Castelo Far Far Away de 40 metros de altura. Há aparições de personagens como: Shrek, Burro, Gato de Botas e Princesa Fiona.
| Nome                          | Tipo                            | Notas | Status      |
| ----------------------------- | ------------------------------- | --- | ----------- |
| Shrek 4-D Adventure           | Filme 3D com efeitos adicionais | Um filme 3D com efeitos físicos adicionais que é baseado na história de Shrek e sua missão de salvar a Princesa Fiona. | Funcionando |
| Donkey Live                   | Show ao vivo                    | Um show ao vivo interativo que usa tecnologia de fantoche digital e que conta com o Burro entretendo os visitantes em conversas em um cenário de teatro. | Funcionando |
| Enchanted Airways             | Montanha-russa de aço infantil  | Uma montanha-russa infantil que percorre pela zona de Far Far Away. Os trens são inspirados no Dragão do mundo de Shrek. | Funcionando |
| Magic Potion Spin             | Roda-gigante infantil           | Uma roda-gigante em miniatura para crianças, a atração foi tematizada para ser uma parte de uma linha de montagem de poções que circula por uma sala engarrafando elixir mágico de um barril gigante de madeira. A atração localiza-se dentro da Loja Fairy Godmother's Potion Shop. | Funcionando |
| Fairy Godmother's Potion Shop | Loja                            | Uma grande loja com recordações, bebidas e lembranças do mundo de Shrek. | Aberto      |
| Fairy Godmother's Juice Bar   | Restaurante                     | Uma loja de bebidas que vende sucos temáticos que parecem misturas mágicas. | Aberto      |
| Goldilocks                    | Restaurante                     | Um restaurante que vende frango frito, fish and chips, sanduíches de frango, purê de bata com molho, salada de repolho e batatas fritas. | Aberto      |
| Friar's                       | Restaurante                     | Uma barraca de comida que vende sanduíches frios e quentes que são acompanhados por batata frita. | Aberto      |

### Madagascar

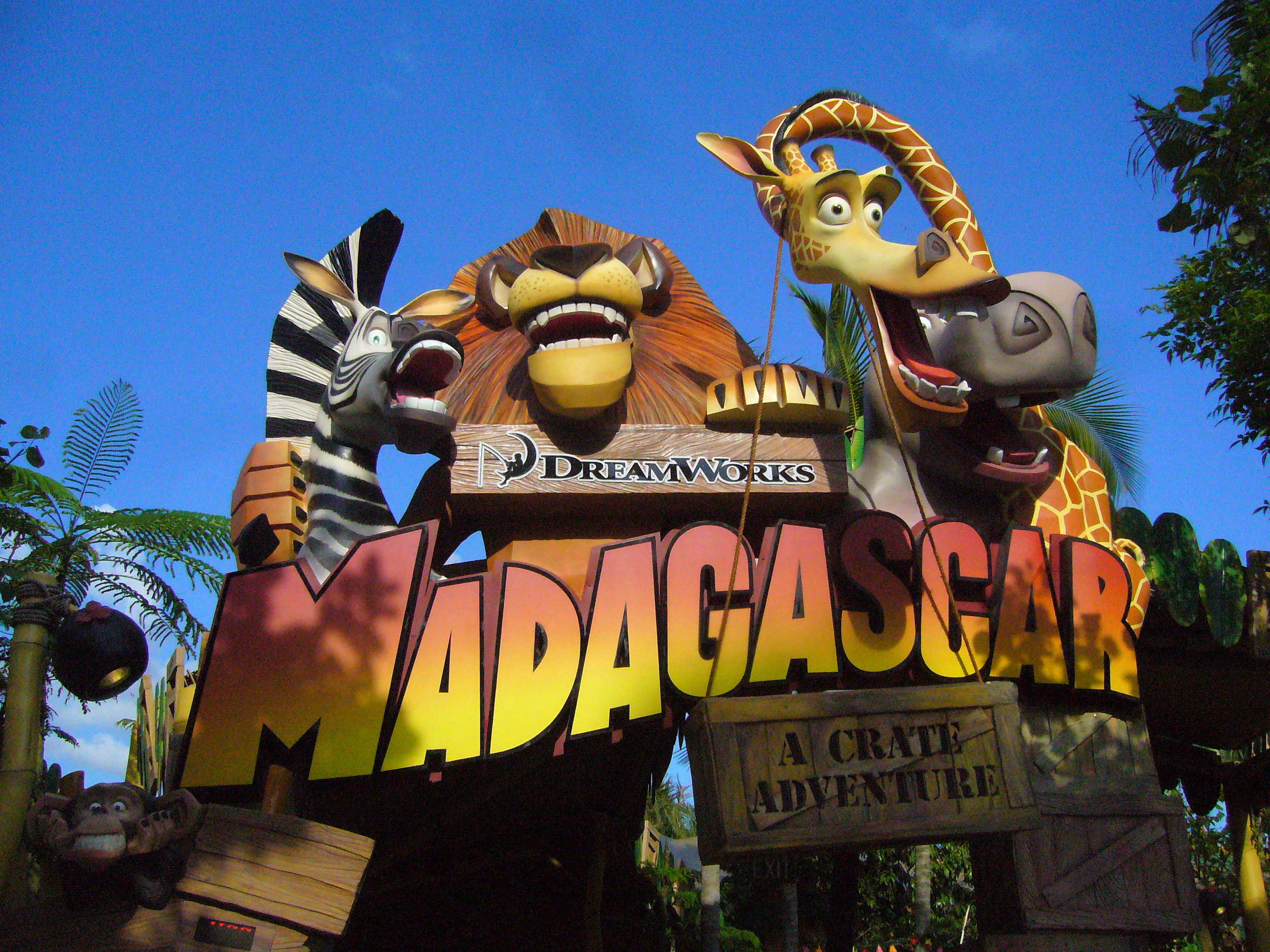
A entrada para Madagascar: A Crate Adventure.

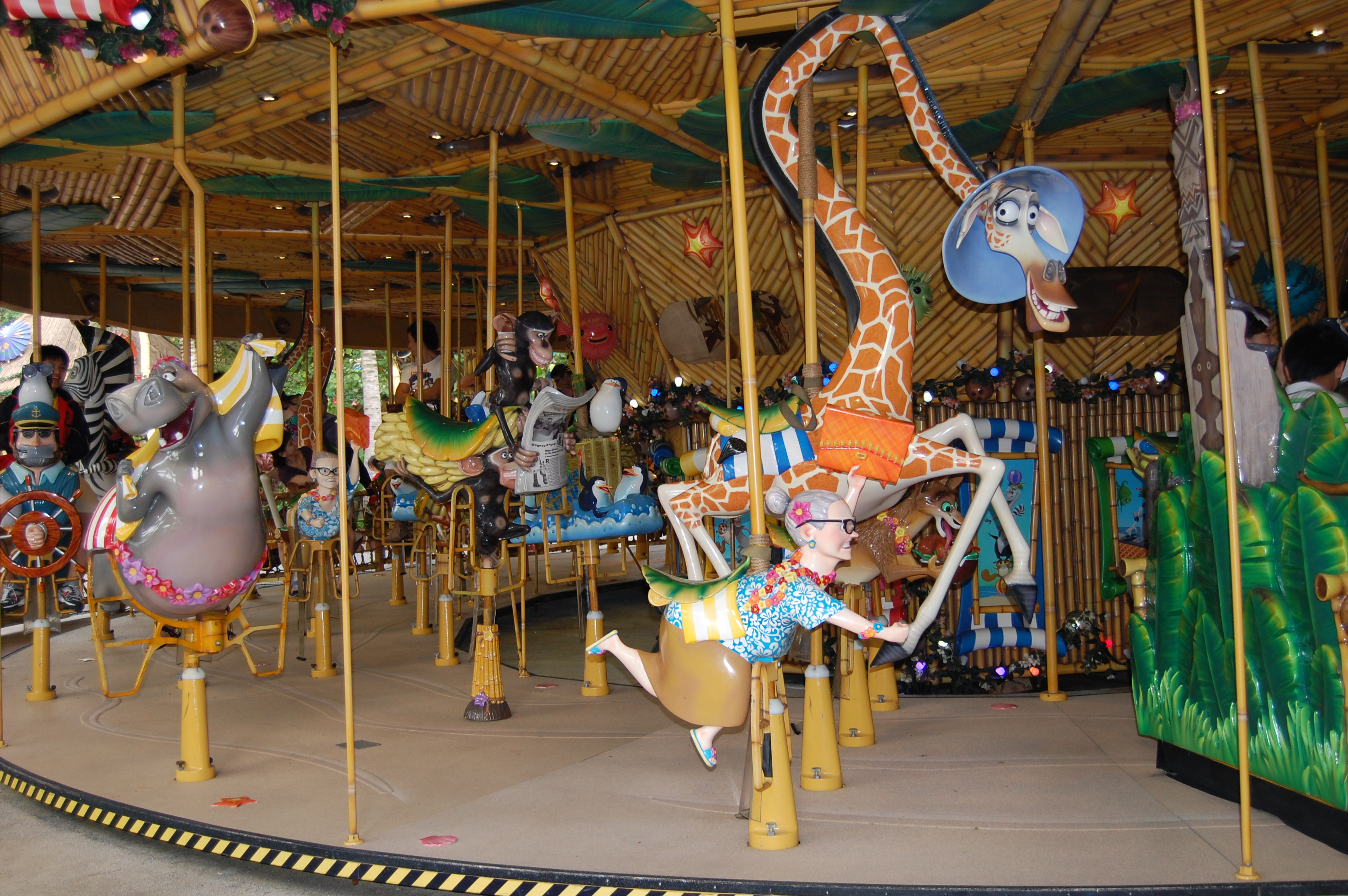
King Julien's Beach Party-Go-Round

Madagascar é inspirada na série de animação da DreamWorks de mesmo nome que conta com quatro zoológicos animais, Alex, Gloria, Marty e Melman que escapam do Zoológico do Central Park e por azar acabam indo para a ilha de Madagascar. A zona conta com florestas tropicais bem como duas atrações. Há aparições de personagens como Alex, Gloria, King Julien, Skipper, Kowalski, Private e Rico.
| Nome                               | Tipo            | Notas | Status      |
| ---------------------------------- | --------------- | --- | ----------- |
| Madagascar: A Crate Adventure      | Water Boat Ride | Uma atração de barcos com animatrônicos, projeção digital e efeitos sonoros, tudo dentro do casco de um navio de carga. Esta atração conta com os dubladores famosos Ben Stiller, Chris Rock, David Schwimmer e Jada Pinkett Smith.                                 | Funcionando |
| King Julien's Beach Party-Go-Round | Carrossel       | Um carrossel que é tematizado e decorado com todos os personagens de Madagascar. | Funcionando |
| Penguin Mercantile                 | Loja            | Uma loja localizada na saída de 'Madagascar: A Crate Adventure' que vende chapéus, chaveiros, camisetas e outros artigos inspirados nos personagens principais de Madagascar, bem como fotos no passeio de visitantes que andam no 'Madagascar: A Crate Adventure'. | Aberto      |
| Marty's Casa Del Wild              | Restaurante     | Um café que é inspirado no primeiro filme e conta com a zebra Marty e serve uma variedade de especialidades do sudeste asiático como Nasi Padang, Pad Thai, arroz com frango, Thai Green Chicken Curry, sopa Tom Yum e frango assado asiático.                      | Aberto      |
| Gloria's Snack Shack               | Restaurante     | Um restaurante que oferece alguns pratos japoneses como yakitori, onigiri e bebidas. | Aberto      |

## Hollywood Dreams Parade
A Universal Studios Singapore Hollywood Dreams Parade é a primeira parada temática regular de grande escala do parque que acontece todos os sábados e domingos e em feriados às 5 horas da tarde. Passando por cinco das sete zonas, a parada consiste de quatorze carros alegóricos com efeitos, mais de cem apresentadores, uma trilha sonora e a música "Hollywood Dreams" composta pelo compositor britânico Ian Habgood.

## VIP tour
O Universal Studios Singapore VIP Tour oferece descontos em produtos, refeições complementares, oportunidadesde fotos com sósias de celebridades bem como acesso VIP às atrações e shows. Cada tour acomoda entre dois e doze visitantes por guia. Cada tour dura aproximadamente cinco horas. O tour cobre mais de oito atrações. O acesso Universal Express torna-se disponível a todas as atrações antes ou depois do tour guiado.